# Rio das Mortes (Mato Grosso)
Le Rio das  Mortes, également connu sous le nom de Rio Manso, est une rivière brésilienne de l'État de Mato Grosso. C'est le principal affluent du rio Araguaia auquel il donne ses eaux en rive gauche. C'est donc un sous-affluent du fleuve Tocantins.
Grâce à la pureté de ses eaux, le rio das Mortes est devenu l'une des grandes attractions pour l'écotourisme de la région. 

## Origine du nom
La rivière doit son nom de rivière des morts aux importants combats qui eurent lieu sur ses rives entre les indiens Xavántes et les bandeirantes portugais. 

## Géographie
Le rio das Mortes naît à moins de cent kilomètres à l'est de la ville de Cuiabá et une centaine de km au sud-ouest des sources du rio Xingu. A près avoir coulé une cinquantaine de kilomètres en direction du nord-est, il adopte la direction plein ouest et se rapproche ainsi de l'Araguaia. Arrivé à proximité de ce dernier, son cours s'infléchit vers le nord, et il coule dès lors plus ou moins parallèlement à lui. Après un parcours total de quelque 800 kilomètres, il finit par se jeter dans l'Araguaia en rive gauche au niveau de la grande Île de Bananal. 
Le rio das Mortes est renommé pour la grande pureté de ses eaux et la grande qualité de son écosystème. Pratiquement 40 % de son parcours se déroule en zone de réserve écologique, dans laquelle l'entrée n'est autorisée que moyennant une autorisation préalable des organismes brésiliens compétents, comme la FUNAI ou l'IBAMA.

## Hydrométrie - Les débits mensuels à Santo Antonio do Leverger
Le débit de la rivière a été observé pendant 18 ans (1969-1986) à Santo Antonio do Leverger, localité située à une centaine de kilomètres de son confluent avec le rio Araguaia. 
Le débit annuel moyen ou module observé à Santo Antonio do Leverger durant cette période était de 868 m3/s pour un bassin de 55 346 km2, soit plus de 90 % du bassin versant total de la rivière.
La lame d'eau écoulée dans cette partie de loin la plus importante du bassin de la rivière atteint ainsi le chiffre de 494 millimètres par an, ce qui peut être considéré comme élevé, mais conforme aux valeurs observées dans la région.
Le rio das Mortes est un cours d'eau assez régulier, avec une période d'étiage longue de près de six mois allant de juin à novembre, et correspondant à la saison sèche de l'hiver austral. Le débit mensuel moyen des mois de la période des basses eaux est de moins de cinq fois inférieur au débit mensuel moyen de la période de crue (septembre : 372 m3/s - février : 1 666 m3/s). Sur la durée d'observation de 18 ans, le débit mensuel minimum a été de 218 m3/s (septembre), tandis que le débit mensuel maximal se montait à 3 084 m3/s et a été observé en février. 